# Mark Schauer

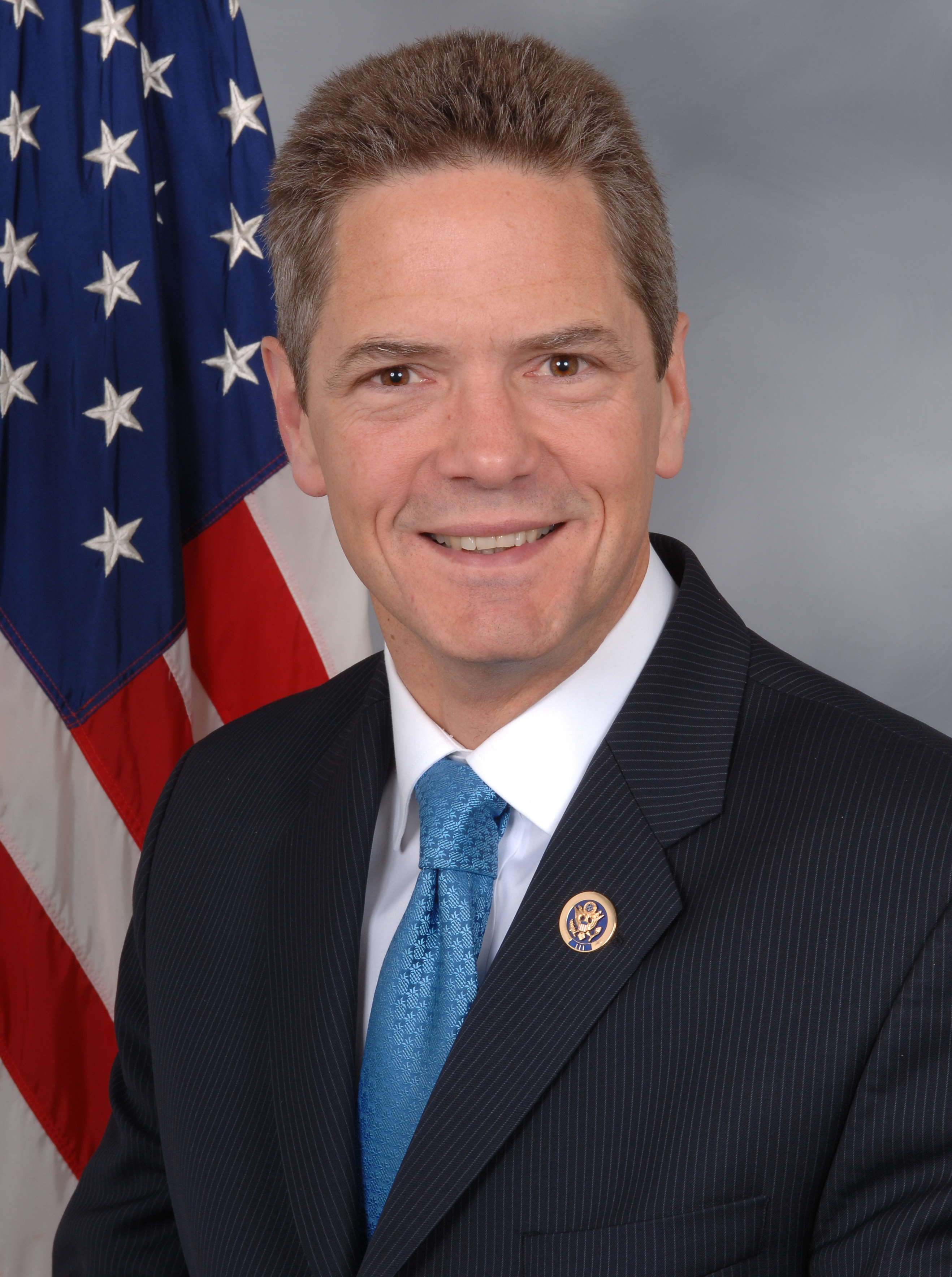
Mark Schauer

Mark H. Schauer (* 2. Oktober 1961 in Howell, Michigan) ist ein US-amerikanischer Politiker. Zwischen 2009 und 2011 vertrat er den Bundesstaat Michigan im US-Repräsentantenhaus.

## Werdegang
Mark Schauer besuchte bis 1980 die Howell High School und danach bis 1984 das Albion College. Anschließend studierte er bis 1986 an der Western Michigan University in Kalamazoo. Er beendete seine Ausbildung im Jahr 1996 an der Michigan State University. Bereits zuvor begann er als Mitglied der Demokratischen Partei eine politische Laufbahn. Zwischen 1984 und 1987 war Schauer bei der Planungsbehörde im Calhoun County angestellt. Von 1994 bis 1997 war er Mitglied des Stadtrats von Battle Creek. Zwischen 1997 und 2003 saß er als Abgeordneter im Repräsentantenhaus von Michigan; danach gehörte er von 2003 bis 2008 dem Staatssenat an, wo er Fraktionschef der Demokokraten wurde.
Bei den Kongresswahlen des Jahres 2008 wurde Schauer im siebten Wahlbezirk von Michigan in das US-Repräsentantenhaus in Washington, D.C. gewählt, wo er am 3. Januar 2009 die Nachfolge von Tim Walberg antrat. Da er bei den folgenden Wahlen im Jahr 2010 dem Republikaner Walberg unterlag, konnte er bis zum 3. Januar 2011 nur eine Legislaturperiode im Kongress absolvieren. Mark Schauer war Mitglied im Landwirtschaftsausschuss und im Ausschuss für Verkehr und Infrastruktur sowie in einigen Unterausschüssen. Er ist verheiratet und lebt privat in Battle Creek.